# D5 HD
Pour les articles homonymes, voir D5.

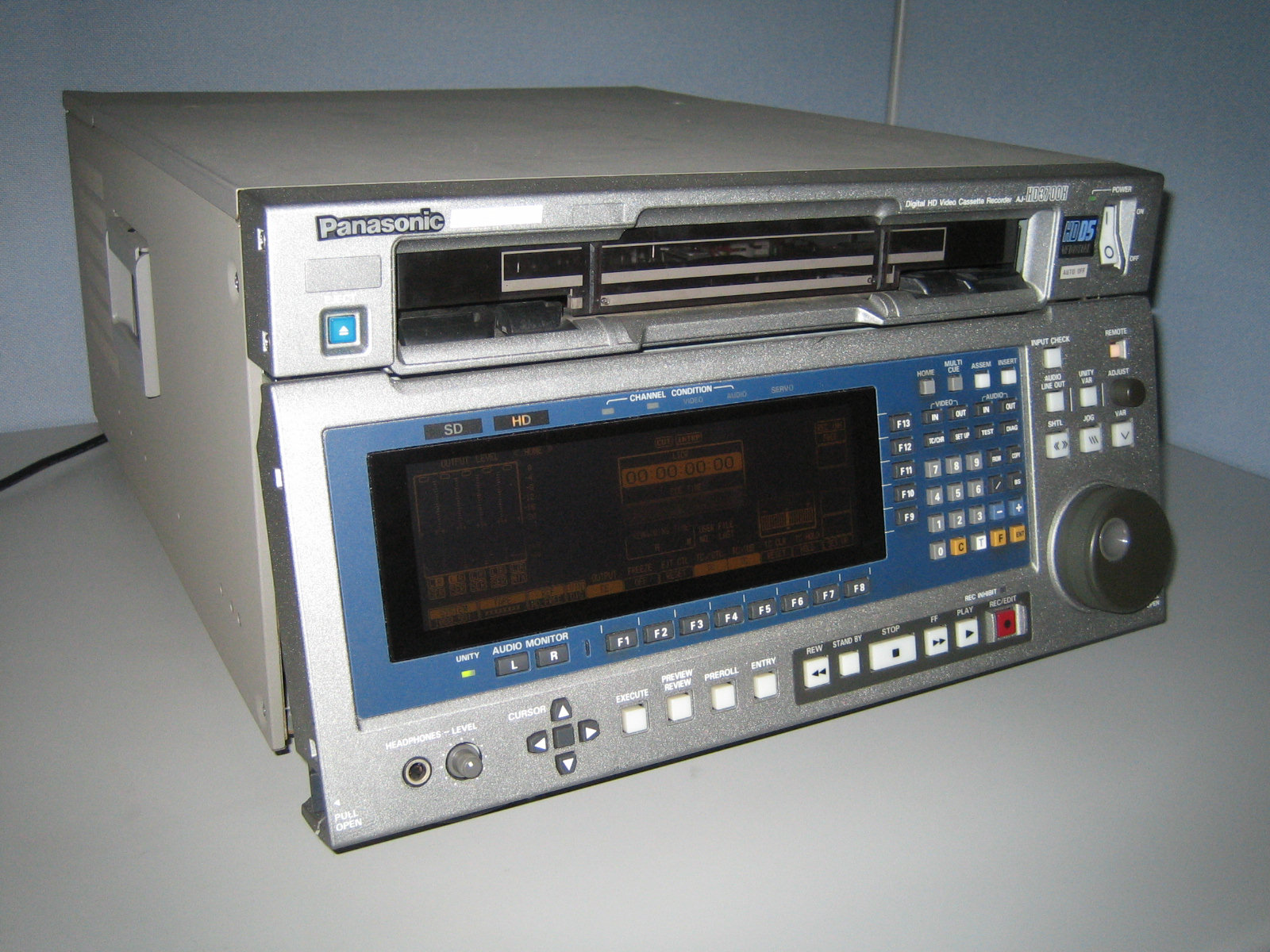
Magnétoscope Panasonic D5-VTR AJ-HD3700H

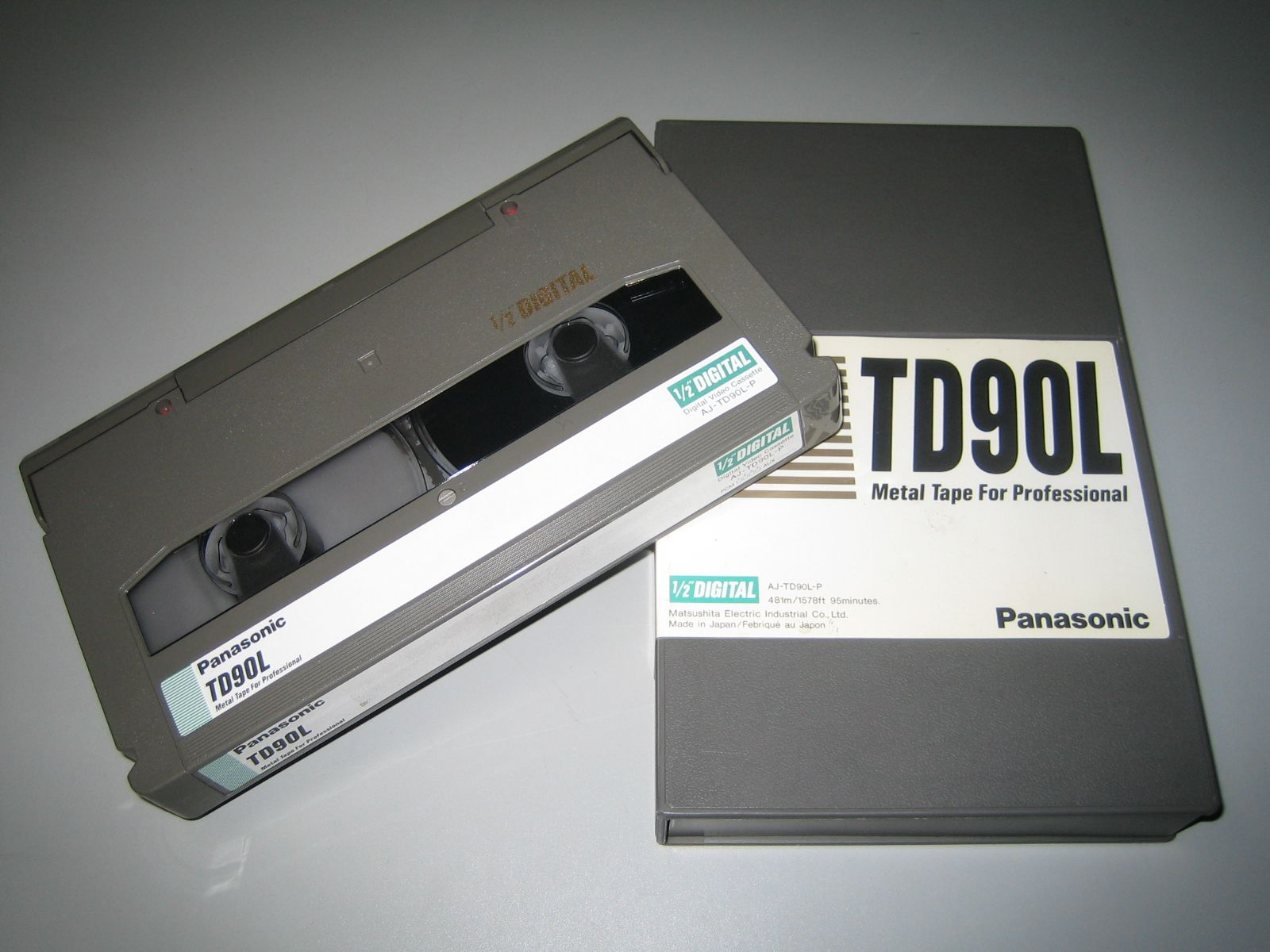
Cassette D5 HD

Le D5 HD est un format vidéo numérique professionnel haute définition introduit par Panasonic en 1998. Enregistré sur une bande magnétique « métal particule » de 1/2 pouce de large, il est échantillonné en 22:11:11 et quantifié à 8 ou 10 bits, pour un débit de 233 Mbit/s. L'audio comporte 4 canaux 48 kHz quantifiés à 20 bits.